# Gewone satermier
De gewone satermier (Formica exsecta) is een mierensoort uit de onderfamilie van de schubmieren (Formicinae). De wetenschappelijke naam van de soort is voor het eerst geldig gepubliceerd in 1846 door Nylander.